# 2293 Guernica
2293 Guernica este un asteroid din centura principală, descoperit pe 13 martie 1977 de Nikolai Cernîh.